# Retiro Los Maitenes Airport
Retiro Los Maitenes Airport är en flygplats i Chile.   Den ligger i provinsen Provincia de Linares och regionen Región del Maule, i den södra delen av landet, 300 km söder om huvudstaden Santiago de Chile. Retiro Los Maitenes Airport ligger 169 meter över havet.
Terrängen runt Retiro Los Maitenes Airport är platt. Närmaste större samhälle är Parral, 14,7 km sydväst om Retiro Los Maitenes Airport. 
Trakten runt Retiro Los Maitenes Airport består till största delen av jordbruksmark. Runt Retiro Los Maitenes Airport är det ganska glesbefolkat, med 24 invånare per kvadratkilometer.